# Fernando Echeverría
Fernando Echeverría Vial (Santiago, 4 de septiembre de 1953) es un ingeniero, empresario, dirigente gremial y político chileno, miembro de Renovación Nacional (RN). Se desempeñó como presidente de la Cámara Chilena de la Construcción (CChC) entre 2002 y 2004; intendente de la Región Metropolitana de Santiago entre 2010 y 2011; y fugaz ministro de Energía por encargo del presidente Sebastián Piñera en julio de este último año.

## Biografía

### Primeros años y estudios
Estudió en el Colegio San Ignacio de la comuna santiaguina de El Bosque y luego cursó la carrera de ingeniería civil en la Pontificia Universidad Católica (PUC), entre 1972 y 1978). Posteriormente obtuvo un diplomado en gestión de empresas en la Universidad de Chile.[cita requerida]
Aunque era independiente desde el punto de vista político, cercanos lo sitúan en su juventud como contrario al gobierno de la Unidad Popular (1970-1973). Se señala que en ese contexto su postura 'chocaba' con la de uno de sus hermanos, Bernardo, quien entonces era un activo militante socialista.

### Carrera profesional
En 1978, recién egresado de la universidad, creó una empresa constructora junto a dos compañeros, Francisco Javier Silva y Álvaro Izquierdo. Partieron con piscinas y remodelando viviendas, hasta que Pierre Lehmann, uno de los dueños de la constructora Delta, les encargó construir su refugio en Farellones. Luego vino la remodelación de la Embajada de Australia en Santiago y las sucursales de los bancos Santiago y De Crédito e Inversiones (Bci).
Así, en 1982, debió enfrentar la grave crisis económica de ese año desde una de las industrias más golpeadas a nivel nacional. Sin obras durante un año y medio, volvió a trabajar dependiente: ingresó al Banco Central, donde conocería a su futura esposa, Francisca Alcaíno. Tres años después, el terremoto en la zona central generaría una enorme demanda por obras que reactivó el sector, tras lo cual Echeverría volvería a su empresa.
Su debut en las lides gremiales se remonta a 1998, cuando asumió como vicepresidente del Comité de Contratistas de la CChC. Luego de esa experiencia permaneció ligado a la institución asumiendo cargos como director, vicepresidente de la filial Caja de Compensación Los Andes y, finalmente, presidente del gremio entre 2002 y 2004, tras las primeras elecciones competitivas en tres décadas.
Su gestión como máximo líder de la entidad estuvo marcada por la polémica y la injerencia en los llamados temas país. Primero, cuando le exigió al ministro de Obras Públicas, Javier Etcheberry, anular el millonario proceso de licitación de un camino; después, en el llamado Caso Gate, por los 100 millones de pesos que pagaron empresas contratistas del MOP por un estudio de impacto ambiental que no tenía valor comercial. Públicamente Echeverría calificó el hecho como "inaceptable".
En 2001 cursó el Staford Executive Program, en la escuela de negocios de la Universidad de Stanford, en los Estados Unidos.
En diciembre de 2004 intentó, sin éxito, alcanzar la presidencia de la Confederación de la Producción y del Comercio.
Entre sus amigos más cercanos se cuentan los empresarios Juan Ignacio Silva, Andrés Santa Cruz, José Cox, y el abogado y político Andrés Allamand.

### Carrera política
Como militante de Renovación Nacional (RN), le fue encargada en 2010 la Intendencia de la Región Metropolitana de Santiago por el nuevo mandatario. Dejó esta responsabilidad en julio de 2011, cuando pasó al Ministerio de Energía, cartera en la que permaneció solo tres días por lo que describió como un eventual conflicto de interés.
En 2012, desde la presidencia del directorio, lideró el debut en bolsa de Echeverría Izquierdo.